# ديورا بايرد
ديورا لين بايرد (بالإنجليزية: Diora Lynn Baird)‏ ولدت في 6 أبريل عام 1983 ممثلة أمريكية وعارضة أزياء سابقة وكانت تعمل في (Guss?)ومن أهم أفلامها متطفلي العرس عام 2005 وثلاثون يوم في الظلام عام 2010.

## وصلات خارجية
- ديورا بايرد على موقع IMDb (الإنجليزية)
- ديورا بايرد على موقع ألو سيني (الفرنسية)
- ديورا بايرد على موقع أول موفي (الإنجليزية)
- ديورا بايرد على موقع قاعدة بيانات الأفلام السويدية (السويدية)
- ديورا بايرد على موقع قاعدة بيانات الفيلم (الإنجليزية)
- ديورا بايرد على موقع كينوبويسك (الروسية)
- ديورا بايرد على موقع دليل عارضات الأزياء (الإنجليزية)